# Dumb Patrol (film, 1931)
Pour plus de détails, voir Fiche technique et Distribution.
Dumb Patrol est un dessin animé de la Warner Bros. Pictures, dans la série des Bosko (Looney Tunes), sorti en 1931.
Il a été produit et réalisé par Hugh Harman et Rudolf Ising. De plus, Leon Schlesinger est crédité comme producteur associé.

## Synopsis
La guerre fait rage. Alors que Bosko prépare son avion, il se fait attaquer par un pilote ennemi et s'ensuit un combat aérien entre eux deux.

## Fiche technique
- Titre original : Dumb Patrol
- Réalisation : Hugh Harman et Rudolf Ising
- Producteurs : Hugh Harman, Rudolf Ising et Leon Schlesinger
- Musique : Frank Marsales
- Production : Leon Schlesinger Studios
- Distribution : Warner Bros. Pictures
- Durée : 7 minutes
- Format : noir et blanc - mono
- Langue : anglais
- Pays : États-Unis
- Date de sortie : États-Unis : 19 mai 1931
- Genre : Dessin-animé
- Licence : domaine public[1]

## Distribution

### Voix originales
- Johnny Murray (en) : Bosko
- Rochelle Hudson : Honey

## Autour du film
Le titre de ce dessin animé est un jeu de mots (dumb signifie stupide ou stupéfait) autant qu'une allusion au film The Dawn Patrol (La patrouille de l'aube) de 1930, réalisé par Howard Hawks, traitant des combats aériens de la Première Guerre mondiale. Le même titre a été utilisé par un Dumb Patrol de Looney Tunes en 1964, avec les personnages de Bugs Bunny, Sam le pirate et Porky Pig.